# Дилл, Маршалл
Маршалл Дилл (англ. Marshall Dill; род. 9 августа 1952, Детройт, Мичиган) — американский легкоатлет, специалист по бегу на короткие дистанции. Наивысших успехов добился в начале 1970-х годов, обладатель серебряной и бронзовой медалей Панамериканских игр, победитель чемпионата NCAA в беге на 220 ярдов, многократный призёр национальных и студенческих первенств.

## Биография
Маршалл Дилл родился 9 августа 1952 года в Детройте, штат Мичиган.
Занимался лёгкой атлетикой во время учёбы в детройтской старшей школе Northern High School — добился больших успехов на школьных соревнованиях, в частности неоднократно становился чемпионом штата в беге на 100, 220 и 880 ярдов, установил несколько рекордов на уровне штата и США.
Благодаря череде удачных выступлений в 1971 году вошёл в основной состав американской сборной и выступил на Панамериканских играх в Кали, где взял бронзу в программе эстафеты 4 × 100 метров и с результатом 20,39 завоевал серебряную награду в беге на 200 метров — в решающем забеге уступил лишь титулованному ямайцу Дону Куорри. Показанный в полуфинале результат 20,34 считается первым официально ратифицированным мировым рекордом среди юниоров — рекорд продержался почти пять лет и был превзойдён другим американцем Дуэйном Эвансом. По итогам сезона журнал Track & Field News признал Дилла лучшим легкоатлетом года среди учеников старших школ.
Окончив школу, Маршалл Дилл со спортивной стипендией поступил в Университет штата Мичиган, где сразу же присоединился к местной легкоатлетической команде «Мичиган Стэйт Спартанс» и достаточно успешно стал выступать на различных студенческих соревнованиях. Будучи студентом, трижды получал статус всеамериканского спортсмена.
В 1972 году пытался пройти отбор на Олимпийские игры в Мюнхене, но на олимпийском отборочном турнире в Юджине в беге на 200 метров финишировал лишь шестым.
В 1973 году в дисциплине 220 ярдов выиграл бронзовую медаль на чемпионате США в Бейкерсфилде и одержал победу в первом дивизионе чемпионата Национальной ассоциации студенческого спорта (NCAA). Среди прочего в это время Дилл установил мировой рекорд в беге на 300 ярдов в помещении.
В 1974 году бежал 100 ярдов на чемпионате NCAA в Остине, но в финале не вышел.
За выдающиеся спортивные достижения в 2007 году был введён в Зал славы Университета штата Мичиган.